# Довге (Меденицька селищна громада)
Довге —   село в Україні, у Меденицькій селищній громаді, Дрогобицькому районі Львівської області.
Історична назва: Довге-Меденицьке. Розташоване за  15 км від м. Дрогобич, на схід від річки Летнянки. Має у своїх межах хутір Мельники. Населення —  634 особи.

## Походження назви
Основних варіантів походження назви села є три:
• Назва села пов'язана з тим, що село розтягнулося на декілька кілометрів вздовж річки між селами Опарі та Гаї і було дуже довгим.
• Від імені поміщика Дульський, якому належало село. Ця версія стверджує, що село мало колись назву Дульге.
• Від слова «довги» (борги), оскільки місцевий поміщик мав великі борги, за які розрахувався селом.

## Географія
Село розташоване у межах Дрогобицької височини, на висоті 300—400 м. Корисні копалини: газ, будівельні матеріали. Клімат помірно континентальний.
Межі території: межує з селами Летня, Опарі, Вороблевичі, Солонсько, Гаї Нижні.
Мікротопоніми: Летнянський (ліс), Плишеня, Швидка, Долинки, Під'яловець, Воробівське, Загостинець, Мельники, Стави, Гора, Баба, Потік, Лазок, Кирнички.
Загальна площа земельних угідь — 780 га.
У 2007 р. проживало 670 осіб.

## Економіка
Селяни ведуть присадибне господарство, займаються розведенням великої та дрібної рогатої худоби, коней, свиней, птиці, городництвом та пасічництвом. У селі є агропідприємство, частину селянських паїв орендує агрохолдинг ТОВ «ЗАХІД-АГРО МХП». Тваринницька ферма орендується, у селі є деревообробний цех та три крамниці.

## Історія
Перша згадка про село на теперішньому місці датована 1825 роком.
Відомий колишній власник села — пан Бельський.
Про побут доісторичної людини на території села принаймні за кілька тисячоліть до н. е. засвідчує могильник культури шнурової кераміки за 2,5 км на південний схід. Наприкінці XVII ст. село належало до королівської власності, було 22 хати.
За сільськими переказами, переселення з попереднього місця проживання відбувалося насильно: поміщик збудував для 40 сімей, які на той час проживали в селі, хати, розпланував широкі вулиці, розміщені літерою «П», та провулки через певну кількість хат, що дозволяли найкоротшим шляхом добратися на паралельну вулицю. Найширший прохід мав назву «вигін». Він і донині залишився на своєму місці і виконує ту ж фунцію, а ще тішить взимку дітей можливістю покататися на санках. Хоча, за панським планом, всі повинні були селитися обабіч розташованих на горбах вулиць, а городи спускатися до потічка, однак довжани намагалися перебратися вниз, поближче до води. Тому найдавніша частина Довгого так і називається «село» і прилягає до потоку. Вздовж потічка розташовувалися криниці, тут було обладнане спеціальне місце для водопою худоби, а також «винниця». Так у селі називали невеличкий ставок з поперечними кладками, призначений для прання білизни та відбілювання полотен. На організацію громадського життя та побут селян, звичайно, впливав рівень розвитку техніки. Оскільки в ті час ще не існувало автомобілів, коні для далеких подорожей були не у всіх, то недалеко від винниці знаходився своєрідний «готель». Це була невеличка хатина, де могли зупинитися на ніч подорожні. Вона існувала до 90-х років минулого століття. На «селі» на пагорбі розмістили і церкву. Сам пагорб, за розповідями довжан, довелося трохи підсипати та укріплювати. Традиційно в українських селах довкола церкви розміщувався цвинтар, однак у Довгому біля церкви для нього не було місця, тому він розташований трохи далі на схід і знаходився за межами села, яке поступово розросталося в той бік. Ще однією особливістю Довгого низинного є глибокі громадські криниці, розташовані на узбіччі. За розповіддю жительки села Орисі Костів, першу таку криницю викопав її прадід Домін, з чого можна зробити висновок, що це було не раніше 1850 року. Поступово забудовувалася сьогодні головна вулиця Незалежності, куди переміщався і центр громадського життя.
У 1830 р. проживало 397 українців.
У 1831 р. в селі вперше була епідемія холери. На захід від цвинтаря знаходиться холерне кладовище,
1848 рік — рік «весни народів» –– важлива дата для всіх селян. Саме тоді на території Австро-Угорщини було скасовано панщину. На честь 50- річчя цієї події у 1898  Парашкою Маланяк на в'їзді в село було встановлено пам'ятний хрест. Його руїни зі слідами   «совєцьких» куль сьогодні знаходяться на старому цвинтарі.
Наступною подією, яка кардинально змінила життя у цілій Європі, стала Перша світова війна. Чимало довжан брали у ній участь на боці Австро-Угорщини у рядах австрійського війська та збройних формувань січових стрільців. Частина вояків загинула на полях битв. На їхню честь під церквою була насипана символічна могила січових стрільців. Ще одним результатом Першої світової став переділ територій, завдяки чому територія Галичини була приєднана до Польщі.
Міжвоєнний період характеризується різким зростанням населення та піднесенням економіки.  Закінчення Першої світової війни означало для Довгого демографічний бум, різке господарське та культурне піднесення, паростки якого прокльовувались уже перед війною. Технічний прогрес, розвиток науки, зокрема медицини, поклали край епідеміям холери, що неодноразово спустошували село і залишили на спогад про себе моторошні перекази та низку холерних цвинтарів. Щеплення від таких хвороб, як віспа та дифтерія, різко знизили дитячу смертність: якщо перед Першою світовою помирала чи не половина дітей (у сім'ї Івана та Анастасії Марцинишиних з семи дітей вижили лише дві доньки), то тепер шансів дожити до повноліття у новонароджених було набагато більше. Позитивним фактором стало і поліпшення діагностики: рентгенівський апарат сприяв більш ранньому виявленню а, отже, і успішнішому лікуванню сухот (туберкульозу). І нарешті настав мир, а з ним повернення чоловіків з війни. Ті спішили одружитися і поповнити сім'ю нащадками.
Георгафічно Довге поповнилося ще одним хутором: у Долинках з'явилося польське поселення після того, як поміщик продав частину землі полякам.
У 1939 р. проживала 1 тис. 160 осіб: 950 українців, 20 поляків, 150 польських колоністів, 30 латинників, 10 євреїв. Була цегельня, млин, тартак, діяло економічне селянське об'днання «Маслосоюз». Завдяки йому була споруджена олійниця. Спілка також займалася сепаруванням — «перепускала» селянам молоко на сметану.
 Початок Другої світової війни у 1939, переділ Польщі зумовили перехід Галичини під владу Радянського Союзу. Наслідком цього переходу стали репресії та депортація селян у Сибір.  Під визначення «куркулів» часто потрапляли і зовсім незаможні селяни.  До них зарахували і всіх жителів польського хутора.  Частина селян була репресована як вороги народу та засуджена. Дехто загинув у тюрмах.
22.06.1941 року Друга світова почалася на території СРСР. Вже в перші дні війни село було окуповане гітлерівською Німеччиною. Окупація закінчилася у серпні 1944.
Повоєнний період характеризувався черговою хвилею репресій, збройною боротьбою між червоною армією та «бандерівцями» з «мельниківцями», що тривала до 1947 року. У 1947 бандерівський опір було остаточно подолано. Учасники останнього бою поховані на старому цвинтарі у братській могилі.
Навесні 1947 року в Дрогобичі викрили підпільну молодіжну організацію «Крути». Серед учасників виявились і мешканці с. Довгого, зокрема Микола Лоцуняк.  Його засудили. Після звільнення не дозволили повернутися в рідні місця — жив на Донбасі, де й загинув у шахті.
У 1947 році почалася колективізація, створювались колгоспи. Люди боялись вступати до колгоспу, і декого примушували силою. Для будівництва колгоспних будівель забирали в заможніших людей стодоли і використовували будівельні матеріали на будівництво ферм і складів. Першим головою колгоспу в Довгому був Чушак Петро.
У 1964 році Довге було віднесене до так званих «неперспективних» сіл. Наслідком цієї політики було «укрупнення» колгоспів та шкіл, закриття у селі колгоспної контори та приєднання колгоспу до сусіднього села Опарі, закриття спочатку семирічної, а згодом і початкової школи.         У 1963 році закрили церкву, яку знову урочисто відкрили  1989 року.

### Період Незалежності України
1990 року на сесії Верховної Ради України було прийнято Декларацію про державний суверенітет. Того ж року почали відновлювати могили січових стрільців і посвячувати їх. 19 травня 1990 року таке посвячення відбулося в нашому селі.
У липні 1991 року створено Довжанську сільську раду. 13 лютого 1991 року відбулися збори жителів села, на яких було вирішено створити власну селянську спілку і відділитися від Опорівського колгоспу.
1993 р.було побудовано пам'ятник на честь Незалежності України. У грудні 1993 року відзначили 125 років створення «Просвіти». У будинку «Просвіти» відбувся святковий вечір, де вшанували учасників і членів товариства «Просвіта» 1939 року.
2000 рік — ювілейний рік Різдва Христового. У цьому році на честь ювілею було встановлено пам"ятник Ісусу Христу.
2012 р. була споруджена капличка Отцю Миколаю при в'їзді в село.

## Населення

### Мова
Розподіл населення за рідною мовою за даними перепису 2001 року:
| Мова            | Кількість | Відсоток |
| --------------- | --------- | -------- |
| українська      | 633       | 99.84 %  |
| інші/не вказали | 1         | 0.16 %   |
| Усього          | 634       | 100 %    |

## Просвіта, культура, освіта
Дерев'яна церква Св. Миколая, як подають джерела, збудована в 1880 році. Стоїть на старому цвинтарищі, а дерев'яна дзвіниця — на місці старої церкви, яку розібрали.   Перша збережена письмова згадка про церкву належить до 1727 р. У 1892 р. споруджено другу дерев'яну церкву Святого Миколи УГКЦ. При церкві був колись і нині є церковний хор. Протягом 1963—1989 рр. церква стояла закрита. У травні 1992 року на празник св. Миколая освятили пам'ятник Миколаю і церква відзначила столітній ювілей. Біля церкви — прекрасний пам'ятник отцеві Миколаю. Напис повідомляє: «Пам'ятник цей св. о. Миколаю поставлено з нагоди 100-ліття побудови церкви 1892—1992 р. Благослови, Боже, вдячних Тобі парафіян с. Довге».
Першу читальню «Просвіти» відкрито в 1906 р. у хаті Михайла Осередчука. У 1920 р. споруджено окремий будинок читальні. При читальні був драматичний гурток, бібліотека. Існував осередок товариства «Просвіта». Нині працює Народний дім.  Є бібліотека.

### Початки шкільництва
У Довгому першим свідком існування школи є надмогильний пам'ятник, на якому читаємо: «Тут спочиває р. Б. учитель був у Долгім Іван Кунанец упокоїлся дня 17 цвітня 1896 прожив 81 літ і дочка спочиває Ольга». Сільська легенда стверджує, що це був перший сільський учитель…  Перекази змальовують його освіченою і свідомою людиною, патріотом і таким, що жив школою і учнями…
Як стверджує колектив авторів енциклопедичної книги-альбому «Дрогобиччина: свідки епох» [1], перед Першою світовою війною у Довгому вже діяла однокласова народна державна школа, а вчителювали у той період Станіслав Овсінський (1884 р.н.) та Казимир Мольтер. Коли відбувся перехід з однокласової школи до чотирикласної, нам невідомо, але під час Першої світової війни освіта вже була чотирикласною.
Традиційно вчителя в Галичині називали професором. Це була відповідальна і престижна посада. Громада забезпечувала професора не лише заробітною платою, але й квартирою, дровами, надавала ділянку під город, яку допомагала обробляти. Професор у Довгому водився переважно з «панами»: священиком та орендарями фільварків. Зате і вимоги до нього були надзвичайно високі: він повинен був бути високоморальною людиною, поводити себе гідно, не зловживати алкоголем. Теоретично закінчити вчительську семінарію і здати екзамен на вчителя міг кожен, однак роботу одержати міг не всякий — до праці навіть у початкових класах допускалися лише католики, поляки чи німці; від українців держава вимагала «переписатися на польське», «занести метрику до костьолу», від євреїв — охреститися.
Якщо професор вів світські предмети, то релігію, яка була обов'язковою для вивчення, викладав священик. При потребі учні могли скаржитися йому на професора, що траплялося вкрай рідко. До «світських» предметів належали, як і повсюди в Галичині: рахунки, письмо, читання, польська мова, руханка. Учні отримували початкові знання з природознавства, історії, ручної праці, хорового співу. Сиділи школярі у лавках, писали «в зошетах антрамéнтом» (чорнилом), а професор робив пояснення, одночасно пишучи на «таблиці» (дошці). Читали школярі байки (казки), вчили напам'ять «віршики» та розучували співанки. Своїх приятельок дівчатка називали не подругами, а посéстрами.
Школярі у всі часи по-різному ставилися до необхідності зубрити шкільну премудрість: серед них були і ті, хто діставав задоволення від процесу навчання, і ті, хто мріяв якомога швидше вирватися з класної в'язниці на волю до корів і коней. Як тоді казали, були учні «цікаві» (охочі і здібні до чогось), а траплялися і «тумануваті». Для останніх, а також для порушників дисципліни, у професора був готовий стимулятор — палиця, якою він бив по руках та по м'якому місцю. Скаржитися батькам на те, що в школі дісталося, було безнадійною, а то й ризикованою справою — за непослух батьки могли ще додати від себе. Навчанням були охоплені не всі діти, воно було справою швидше добровільною, ніж обов'язковою. Частина учнів закінчувала всього один чи два класи.
Однак рівень знань, очевидно, був все ж непоганий, бо ще перед Першою світовою війною у Довгому з'являються гімназисти: Григорій Іваненко (1896—1938), репресований у майбутньому Сталіним, діяч компартії і борець за самостійну Україну (за його власними словами), Федь Осередчук (священик с. Улично). Після Першої світової війни кількість гімназистів зростає.
Коли мова йде про період до Першої світової війни та воєнний час, то слід окремо зупинитися на місці і ролі священика в освіті і просвіті селян рідного села. Про таку непересічну особистість, як о. Бачинський (1866—1912) у селі згадують і через більш, ніж сотню років після його смерті. Традиційно села Довге, Опарі та Ріпчичі належали до однієї парафії. Він відомий як засновник і перший керівник товариства «Просвіта» на Дрогобиччині. Мав отець поетичний хист, умів проголошувати такі проповіді, які, попри глибокий зміст, були зрозумілими і близькими селянам. Під його керівництвом у селі був організований театральний гурток молоді, який був не просто розвагою, але й важливим інструментом виховання, активно працювало товариство «Сокіл». Як викладач, отець умів словом заохотити учнів до науки: йому вдавалося і похвалити дітей, і посварити з гумором, одночасно не принижуючи вихованців. Після смерті о. Бачинського його справу гідно продовжували наступні священики.
Перша світова війна, масова мобілізація та загибель чоловіків на фронті змінили саме життя. Брак мужчин заставив ширше залучати жінок до суспільної та громадської діяльності. Якщо до війни жінка-вчителька не була дивом, то вона не була і масовим явищем. Після війни кількість «жіночих» професій різко збільшується У 1921 році у Довжанську школу вперше приходить жінка Олена Ольшевська чи, як її кликали на польський манер, пані Гелєна. З того часу в школі, як, зрештою, і по всій Україні домінують жінки. Пані Гелена, як подає Роман Пастух [1], народилася у 1906 р. Ця дата викликає сумнів, оскільки у 1921 учительці було би всього п'ятнадцять і вона просто не встигла б завершити навчання, та й була б на той момент неповнолітньою.
Під час канікул вчителька також не відпочивала. На літо у селі організовували захоронку, так тоді називався дитячий садочок.
Саме на тридцяті роки 20 століття припадає будівництво найновішого шкільного приміщення, де і нині навчаються школярі. Будували селяни добротно і на виріст. У школі передбачалися три просторі класи та невеличка кімнатка-учительська, причому у всі класи увесь день світило сонце, а сама будівля була розвернена так, щоб у разі потреби корпус можна було добудувати у бік городу, який традиційно належав професору. Як покрівельний матеріал використали дорогу і якісну бляху, яка служить і донині. Оскільки і у двадцятому столітті селяни вели мало не феодальне натуральне господарство, то вільних грошей у них не було практично ніколи. Щоб заробити на будівництво, селянки пішки носили на продаж молочну продукцію та городину не лише у Дрогобич, але й у Стрий.
Селяни уже зрозуміли, що якісна освіта — це можливість заробляти насущний хліб трохи легшою працею, ніж хліборобська, тому чимало сільських дітей продовжувало навчання в гімназії — спершу у польській, яка знаходилася у корпусі сьогоднішнього філологічного факультету Дрогобицького ДПУ, а коли відкрилася приватна українська гімназія (сьогодні школа № 1 м. Дрогобича), то і в українській. Іншою причиною, що спонукала селян міняти устрій, що склався віками, був брак землі для зростаючої кількості населення: хати у селі тулилися по кілька на одному подвір'ї, земельні наділи ділилися між кількома дітьми, отож зменшувалися.
1939-1944: об'єднання з Україною, Друга світова війна
1939 року у Довгому, як і всюди в Галичині, змінилася влада: замість Польщі край приєднали до Радянської України, що перебувала у складі Радянського Союзу. У школі змінилися програми, акценти, ідеологія і також учителі. Замість польської тепер вивчали російську, релігія була оголошена шкідливою і ворожою та заборонена до викладання. Школа стала відокремленою від церкви, і священики тепер не мали ніякого права втручатися у шкільне життя.   Тривав радянський період, як відомо, всього два роки, а в 1941 Друга світова війна докотилася до наших країв. З німецькою окупацією та черговою зміною влади старі-нові вчителі пішли зі школи. Замість них став учителювати пан Климко з Трускавця, імені якого старожилам не вдалося пригадати. Був він, за їхніми словами, дуже строгим і часто використовував тілесні покарання. У шкільній програмі зникла російська мова, натомість учні інтенсивно вивчали німецьку. Після закінчення німецької окупації у 1944 пан Климко був змушений переховуватися, про роботу в школі не могло бути й мови. Однак він дожив до розпаду Радянського Союзу у 1990 та аж тоді став признаватися до довжан, які зустрічали його.
Радянський період: з іронією та всерйоз
У серпні 1944 німецька армія відступила, і на наших теренах знову утвердилася радянська влада. На відміну від комуністів, фашисти не репресували колишніх вчителів, отож Леськів Вікторія Нестерівна повернулася у школу знову, пан Романяк вчителював уже в Опорах, а його дружина і далі працювала в Довгому.  Всіх учнів зробили другорічниками: у наступний клас нікого не перевели, усіх залишили ще раз засвоювати шкільну програму.
Для післявоєнної школи було характерне таке явище, як «переростки». Так називали учнів, які з різних причин відстали від свого класу і вчилися з молодшими за себе дітьми. В одному класі з семирічними школяриками могли сидіти і одинадцятирічні. У випускних класах школи ці учні частенько були вищими за вчителів, а складний життєвий досвід, пережиті труднощі, а часом і трагедії не сприяли мотивації до навчання. До малюків такі учні теж ставилися по-різному. Однак у переважній більшості випадків «переросткам» вдавалося завершити навчання і знайти своє місце в житті.
Збереглася у радянській школі і традиція другорічництва. Якщо учень не справлявся з програмою, він залишався на повторний курс у тому ж класі. Життя довело неефективність такого підходу, і в кінці сімдесятих другорічництво відмінили.
Фото 10 . Учні 1955 року народження. Такими чисельними були післявоєнні класи. Двоє учнів відсутні. 3 клас. Учитель Пиль Ю. А.
Власне навчання поєднувалося з вихованням нової спільноти — радянського народу. Вже першачки ставали жовтенятами, згодом всіх приймали в піонери, головним обов'язком яких була боротьба за справу комуністичної партії. Старшокласники записувалися в комсомольці. Серед способів ідеологічного виховання були політінформації, тематичні піонерські лінійки, присвячені важливим комуністичним датам, читання та обговорення піонерських газет та книжок, уривків з творів вождів та матеріалів партійних з'їздів.
Радянський вчитель не мав права обмежуватися викладанням, підготовкою до занять та самоосвітою. На нього був покладений обов'язок пропагандиста та агітатора за радянський спосіб життя. Крім роботи з власне з учнями, вчитель безплатно чергував на виборчих дільницях, читав лекції дояркам на фермі, які мріяли якомога швидше добратися додому, де їх чекав город та домашня робота, агітувати селянок здавати державі молоко та яйця, «коливатися разом із лінією партії» і нерідко виконувати функції жандарма. Вчитель відповідав за антирелігійну пропаганду, не мав права сам навіть наближатися до «культових споруд», зокрема до церкви, і повинен був забороняти вихованцям туди ходити. Кожен крок вчителя ставав відомим партійному начальству в районі, і тому хрестити дітей чи брати шлюб було справою надзвичайно ризикованою. Освітянин був зобов'язаний, якщо не бути безбожником, то хоча б вдавати такого. Вільного часу практично не залишалося. Міцні знання школярів та закріплення матеріалу забезпечувалося безплатним репетиторством: після уроків вчителі додатково залишалися доучувати матеріал з невстигаючими. І так кожного дня. Як зазначав В. Сухомлинський, це було однією з причин, через яку вчительки надзвичайно нераціонально використовували час і не мали можливості приділити увагу власним дітям та власним сім'ям [3].
Незважаючи на те, що вчитель отримував лише половину зарплатні (решту видавали облігаціями, які обіцяли через 25 років погасити), на фоні закріпачених селян, що отримували копійки на трудодні наприкінці року, він виглядав мало не багатієм.
Закінчувався навчальний рік, та сільським школярам з учителями просто відпочивати і насолоджуватися літнім теплом, набираючись здоров'я, не дозволялося. Їх чекали грядки на пришкільній ділянці, колгоспні лани: учні пололи буряки, збирали лікарські трави, які з початком навчального року слід було здати, сушили сіно, виконували інші нелегкі роботи. Оплата праці не передбачалася. Вважалося, що грошові відносини псують дітей, виховують у них бажання нажитися, жадобу до грошей та інші негативні риси.
Нерідко «практика» продовжувалася і під час навчального року, вже восени: учням замість уроків доводилося збирати картоплю, моркву, стелити льон та чистити ті ж буряки. І так майже до першого снігу. Тоді доводилося працювати особливо інтенсивно, щоб надолужити згаяне. Звичайно, що навесні з початком польових робіт учні були зобов'язані до них долучитися. На заклик партії в шістдесяті роки школярі збирали в лісі жолуді. З появою карантинного шкідника колорадського жука у них з'явився ще один обов'язок: шукати і збирати шкідників на колгоспних полях. За них на початках навіть платили. Такі «розваги та відпочинок» були звичними для сільських дітей.
Власне школа у літній період також не пустувала: тут відкривався міжколгоспний піонерський табір. Відпочинок сільських дітей поєднувався у такому таборі з безкорисливою допомогою колгоспу.
Однак і в нелегкому труді учнівсько-вчительський колектив умів віднайти позитив: саме у спільній праці було видно характер кожного, проявити себе найкращим чином міг і той, кому непросто давалася наука, а спілкування з природою допомагало пізнавати довколишній світ і вибрати майбутню професію.
У 1964 Довжанську семирічну школу перетворили на початкову: учні старших класів були переведені в сусідню Опорівську восьмирічну школу, а вчителі знайшли працю у сусідніх селах. У 1976 році Довжанську початкову школу закрили.
Приміщення школи радо поділили інші потрібні у селі установи. Адже про добробут селян дбали більше на папері, ніж насправді, і грошей у радянської влади на будівництво громадських будівель у неперспективних селах не передбачалося. Найстаріша будівля, вже добряче пошарпана, перепала фельдшерсько-акушерському пункту. Шкільну ділянку передали під присадибу медичним працівникам. У кінці сімдесятих — на початку вісімдесятих років  стара сільська хата вже світила дірами у стінах і погрожувала впасти на голови пацієнтам, тож її довелося розібрати і спорудити новий медпункт, який разом з сільрадою знаходиться тут і сьогодні.
Колишня квартира «професора» чим тільки не служила. Першим у хаті-читальні поселився колгоспний дитсадочок. Діяв дитсадок тільки у теплий період, оскільки до будинку не був підключений газ. Головний корпус школи став сільським клубом та бібліотекою одночасно.
Оголошена генсеком Горбачовим перебудова пробудила надію на відродження не лише в економіці, але й у культурному житті. І у жителів нашого села з'явилася надія, що село вибереться із неперспективних і приречених, а одним із кроків до цього стане відновлення школи. У 1991 році було відкрито оновлену школу.

## Відомі люди

### Народилися
- Барщик Іван Васильович (1974—2022) — молодший сержант Збройних Сил України, учасник російсько-української війни, що загинув у ході російського вторгнення в Україну в 2022 році.
- Євген Осередчук (1945 - 2022) — живописець, графік, дизайнер, майстер декоративно -прикладного мистецтва, педагог, член Спілки художників і дизайнерів Молдови, заслужений працівник культури України, член Національної Спілки журналістів України, заслужений діяч мистецтва Республіки Молдова, президент Благодійного фонду професійних художників, українських народних майстрів «Renastere-Відроження» в Республіці Молдова.
- Григорій Іваненко (Бараба) (1893—1938). У 1915 р. він як вояк австрійської армії потрапив у російський полон. Там заразився комуністичними ідеями. Від 1920 р. перебував на підпільній роботі в Західній Україні, у 1930—1933 рр. — кандидат у члени КЦ Компартії Польщі, делегат 3-4 конгресів Комінтерну, непересічний публіцист, не позбавлений хисту поет. Виїхав до СРСР, де був репресований.

### Працювали
- Іван Бачинський (1866—1912) парафіяльний священик сіл Довге, Опарі та Ріпчичі. Засновник і перший керівник товариства «Просвіта» на Дрогобиччині. Організатор театрального гуртка, товариства «Сокіл».